# Albert-Alexandre Lussier
Pour les articles homonymes, voir Lussier.
Albert-Alexandre Lussier (22 mars 1842 - 18 décembre 1909) est un homme politique québécois. Il a été député de la circonscription de Verchères à l'Assemblée nationale du Québec de 1886 à 1897, sous la bannière du Parti libéral du Québec.